# إيفاندر سنو
إيفاندر سنو (بالهولندية: Evander Sno)‏ (9 أبريل 1987 هولندا - ) هو لاعب كرة قدم هولندي، يلعب كلاعب وسط، شارك في الألعاب الأولمبية الصيفية 2008.

## وصلات خارجية
إيفاندر سنو على موقع الاتحاد الأوربي (الإنجليزية)
- إيفاندر سنو على موقع قاعدة بيانات كرة القدم.إي يو (الإنجليزية)
- إيفاندر سنو على موقع Soccerbase.com (لاعب) (الإنجليزية)
- إيفاندر سنو على موقع Soccerway.com (الإنجليزية)
- إيفاندر سنو على موقع عالم كرة القدم.نت (الإنجليزية)
- إيفاندر سنو على موقع أوليمبيديا (الإنجليزية)